# Carminantonio Lippi
Carminantonio Lippi (Casal Velino, 6 ottobre 1760 – Napoli, 13 luglio 1823) è stato un mineralogista, geologo e vulcanologo italiano.

## Formazione e viaggi

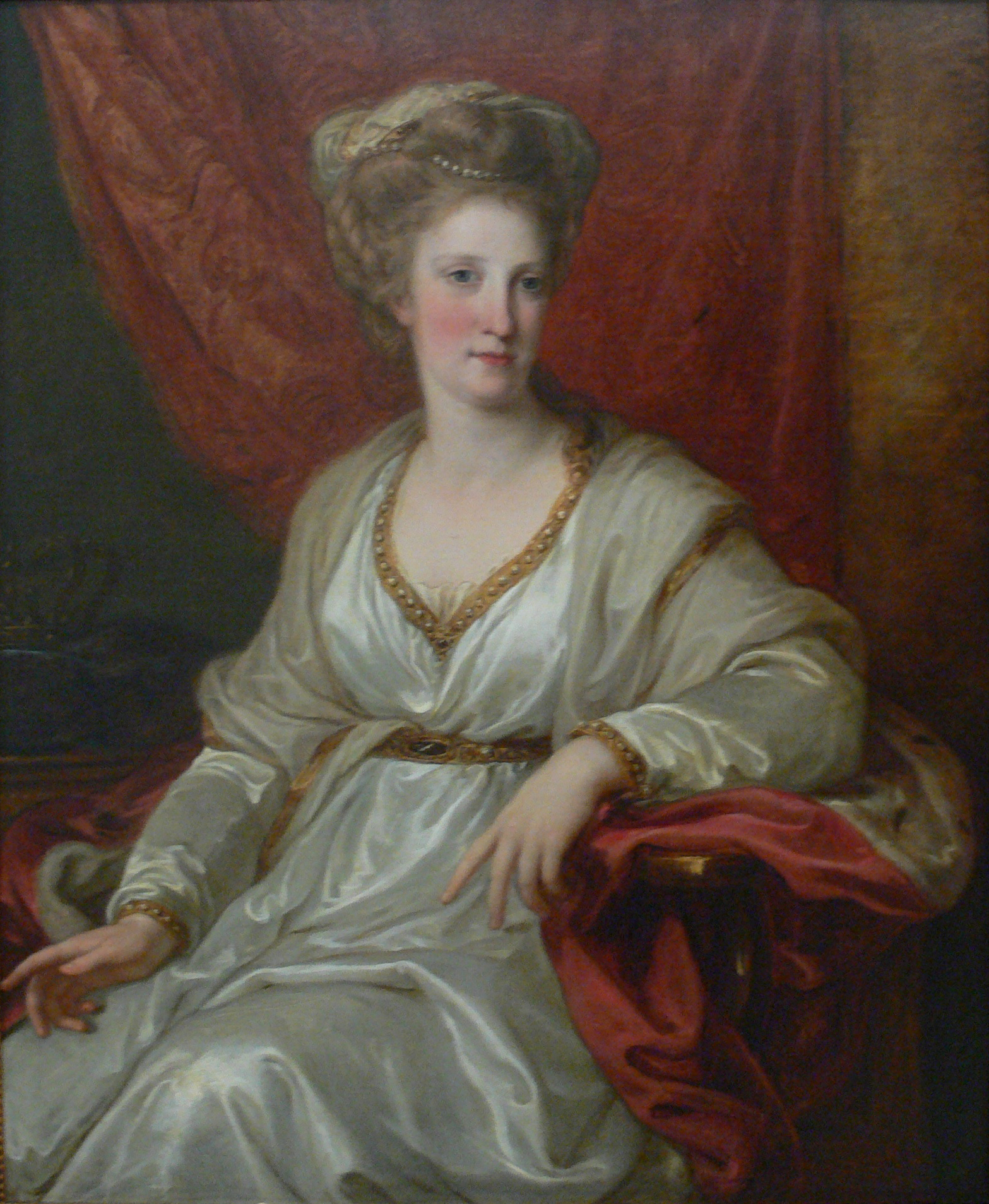
Maria Carolina d'Asburgo, della cui politica culturale beneficiò il Lippi

Poco si conosce della sua formazione. Si sa, ad esempio che Carminantonio Lippi, insieme con Matteo Tondi, Giovanni Faicchio, Giuseppe Melograni, Vincenzo Raimondini e Andrea Savaresi, fece parte di quel gruppo di sei giovani studiosi che, su iniziativa di Maria Carolina d'Asburgo-Lorena, furono inviati a raccogliere esperienze internazionali in Europa – Regno Unito e Impero asburgico – nell'ambito della politica di apertura e rinnovamento culturale del Regno di Napoli, di cui la regnante si faceva promotrice. L'esperienza di studio e di viaggio del Lippi in Europa durò un decennio. Le collezioni mineralogiche riportate nel regno di Napoli andarono a costituire il nucleo iniziale che permise la creazione, con decreto reale del febbraio 1801, del Museo di mineralogia dell'Università di Napoli.

## Il ponte sospeso sul Garigliano

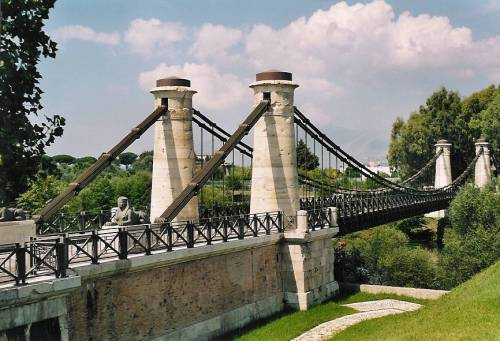
L'idea di un ponte sospeso sul Garigliano, realizzata nel 1828-1832 da Luigi Giura, risale a un'intuizione che Carminantonio Lippi espresse nel 1817

È famoso per l'ideazione di un ponte sospeso sul Garigliano, la cui realizzazione egli propugnò in una serie di cinque memorie, la prima delle quali risalente al 1817. Era una proposta avanzata per l'epoca, la cui forza innovativa fu completamente fraintesa nel milieu tecnico scientifico della Napoli del tempo, refrattario all'innovazione. L'idea del Lippi risultava anticipatrice sia per la tipologia stessa del ponte sospeso che per l'utilizzo del ferro quale materiale costruttivo primario. L'idea, pur sostenuta dal proverbiale spirito battagliero dello scienziato proponente, non ebbe però credito nell'ambiente culturale chiuso, sfavorevole e refrattario all'innovazione, in cui essa fu proposta. Il Lippi, «[...] in qualità di esperto mineralogista e grazie ai viaggi che un decennio prima aveva condotto nell'Europa settentrionale, colse con largo anticipo rispetto all'ambiente scientifico partenopeo, se non addirittura italiano, le reali potenzialità del ferro nel campo dell'edilizia, mostrando al contempo una notevole sagacia imprenditoriale.»
L'ingegner Ignazio Stile, incaricato della relazione, utilizzando argomentazioni speciose, riuscì addirittura a bollare la tipologia del ponte sospeso come retrograda, in quanto espressione tecnologica di civiltà da lui considerate culturalmente arretrate.
L'idea fu ripresa solo dopo la sua morte e il ponte sospeso sul Garigliano vedrà la luce tra il 1822 e il 1829, a circa 12 anni dalla pubblicazione della proposta originaria.

## Ipotesi eterodosse sull'eruzione del Vesuvio del 79
Famoso è anche un suo studio del 1810 sull'eruzione del Vesuvio del 79 d.C. presentato alla Regia Accademia delle Scienze di Napoli.
In quello studio, andando contro la tradizione pliniana, il Lippi avanzava l'ipotesi eterodossa secondo cui il seppellimento delle due città fosse dovuto ad alluvioni piuttosto che all'eruzione del Vesuvio.
Molti membri e scienziati dell'Accademia non credettero alle sue tesi. L'ambiente dell'accademia, impregnato di cultura erudita e tradizionalista, dava credito unicamente alla testimonianza letteraria di Plinio il Giovane e non alle argomentazioni sperimentali del Lippi. Solo il Prof. Matteo Tondi, amico e scienziato al tempo stesso, suo compagno ai tempi del tour europeo, prese le sue difese davanti alla commissione dell'Accademia, sostenendo la necessità di approfondire la tesi, e sostenendo così l'ipotesi dell'alluvione avanzata dal Lippi.
La commissione accademica decise infine che non era il caso di indagare oltre. Con le conoscenze che abbiamo oggi, possiamo dire che le incongruenze rivelate dal Lippi erano fondate. Il disastro naturale infatti è stato provocato, come il Lippi aveva spiegato, dalla caduta di flussi piroclastici in forma di nube ardente, travolgendo ogni cosa.
Tutta la querelle è raccolta in un libro pubblicato da Carminantonio Lippi nel 1816, dal titolo Fu il fuoco o l'acqua a seppellire Pompei ed Ercolano?.

## Rinnovamento dei regimi di silvicoltura nel Regno di Napoli
Nell'ottica di uno sviluppo dell'attività mineraria e metallurgica, fu propugnatore di un rinnovamento da attuarsi nella gestione forestale nelle Due Sicilie, con l'istituzione di un Ispettorato Selvano a cui affidare il controllo delle compagnie minerarie e la gestione delle operazioni di silvicoltura, taglio, trasporto e fluitazione del legname.
La politica di gestione da lui auspicata, doveva rivolgersi con attenzione alle esperienze esemplari messe in atto dai governi degli stati tedeschi, e dare immediato avvio a percorsi di formazione a cui indirizzare i giovani, con la previsione di soggiorni nella Stiria, per lo studio delle tecniche di silvicoltura praticate in quelle nelle aree forestali.

## Opere
- Fu il fuoco o l'acqua a seppellire Pompei ed Ercolano?, Domenico Sangiacomo Editore stampatore del Real Collegio Militare, Napoli, 1816
- Memoria relativamente alla coltura delle miniere delle Sicilie, Vienna, 1798
- Progetto relativo agli orefici, ai bisciottieri, ed ai fabbricanti di galloni, 1806
- Ponte pensile sul Garigliano, Napoli, 1817
- Corollarj che a favore del ponte pensile da Carlo Lippi proposto per il Garigliano risultano dal Rapporto fatto all'Accademia di Scienze di Napoli [...], Napoli, 1818
- Artiglieria a vapore condensato e meccaniche secondarie, Napoli, 1819
- Trionfo in Napoli, in Parigi ed in Londra del ponte pensile proposto per il Garigliano, Napoli, 1820